# Palladseite
La palladseite è un minerale e un solfuro di palladio e selenio, con composizione chimica Pd17Se15.

## Etimologia e storia
La palladseite è stata scoperta nel 1977 a Itabira (Minas Gerais, in Brasile), che è anche la sua località tipo; deve il suo nome ai suoi composti, PALLADium e SElenium.

## Caratteristiche
La sua durezza sulla scala di Mohs è compresa tra 4,5 e 5.

## Classificazione
Secondo la classificazione Nickel-Strunz, la palladseite appartiene alla classe Solfuri e solfosali e lì alla sottoclasse dei solfuri metallici con rapporto 1:1, principalmente 2:1  insieme a miassite, oosterboschite, chrisstanleyite, jagüéite, keithconnite, vasilite, telluropalladinite, luberoite, oulankaite, telargpalite, temagamite, sopcheite, laflammeite, tischendorfite e kharaelakhite.
Nella classificazione secondo Dana, che viene utilizzata principalmente nel mondo anglosassone, classifica la palladseite nei minerali solforati, e lì nella sottoclasse dei "solfuri - compresi seleniuri e telluridi con formule varie", nel "gruppo palladseite" (classe nº 02.16.19.01).

## Abito cristallino
La palladseite cristallizza nel sistema cubico nel gruppo spaziale Pm3m (gruppo nº 221) con 2 unità di formula per cella unitaria. Ha costante di reticolo pari ad a = 10,635 Å

## Origine e giacitura
Oltre alla sua località tipo, la palladseite è stata trovata anche nei giacimenti di oro, palladio e platino della Sierra Pelada (Pará, Brasile), nella miniera di Musonoi (Katanga, in Congo), nel fiume Miessijoki (Lapponia, Finlandia) e a Bleida (Souss-Massa-Draâ, in Marocco). Di solito si trova associato ad altri minerali come arsenopalladinite, isomertieite, atheneite, oro nativo e sudovikovite..
Il suo campione tipo è conservato presso il Museo di storia naturale di Londra e il 
National Museum of Natural History di Washington.

## Forma in cui si presenta in natura
La palladseite di solito si presenta sotto forma di grani fino a 0,5 millimetri, e come inclusioni euedriche e fratture di riempimento negli ossidi di ferro.